# 體育文化
體育文化、体育运动（Physical culture），又稱Body culture，是健康和力量训练的运动，起源于19世纪的德、英和美等国。